# Квадратура (астрономия)

Конфигурации планет.

Квадрату́ра — в астрономии такая конфигурация Луны или внешней планеты (то есть планеты, более удалённой от Солнца, чем Земля) относительно Земли и Солнца, когда угол планета-Земля-Солнце равен 90°. Если светило при этом находится к востоку от Солнца, конфигурация называется восточной квадратурой, к западу — западной квадратурой. В восточной квадратуре разность эклиптических долгот Солнца и светила составляет −90°, в западной — +90°.

## Лунные квадратуры

Луна в различных положениях относительно Солнца, вид со стороны северного полушария Земли. Восточная (3) и западная (7) квадратуры; восточная (2) и западная (8) полуквадратуры; восточная (4) и западная (6) полуторные квадратуры

Луна в момент своей восточной квадратуры находится в первой четверти, в момент западной квадратуры — в последней четверти (см. Фазы Луны), когда видимая часть Луны освещена Солнцем наполовину. Приливы в эти моменты (так называемые квадратурные приливы) имеют минимальную амплитуду, так как волны лунных и солнечных приливов при этом расположении Луны и Солнца находятся в противофазе.

## Промежуточные конфигурации
Иногда выделяют также полуквадратуры, когда угол между планетой (Луной) и Солнцем составляет 45°, и полуторные квадратуры (135°). Для нижних планет возможны лишь полуквадратуры, реально такая конфигурация возникает лишь у Венеры (вблизи восточной или западной элонгации, достигающей 48°), а также у астероидов, движущихся между орбитами Земли и Венеры.